# واشنطن بانيان
واشنطن بانيان (بالإنجليزية: Washington Banian)‏ (مواليد 19 مايو 1963) هو ملاكم من بابوا غينيا الجديدة، مثّل بلاده في الألعاب الأولمبية الصيفية 1988.

## روابط خارجية
واشنطن بانيان على موقع أوليمبيديا (الإنجليزية)